# Elizabeth Ludlow
Elizabeth Faith Ludlow (* 5. Juni 1989 in Pittsburgh, Pennsylvania) ist eine US-amerikanische Schauspielerin. 

## Leben
Ludlow wuchs in Savannah (Georgia) auf, zog nach ihrem Abitur nach Atlanta, wo sie Theater als Nebenfach an der Georgia State University inskribierte und erste Erfahrungen im Improvisationstheater sammelte. 2013 feierte sie ihr Filmdebüt in der Fernsehserie Vampire Diaries. 2016 stand sie für Frank Darabonts postapokalyptischer Horror-Fernsehserie The Walking Dead vor der Kamera, in der sie als Arat einer breiten Öffentlichkeit bekannt wurde. Neben einer weiteren Rolle in der amerikanischen TV-Serie Satisfaction, wurde Ludlow für Guardians of the Galaxy Vol. 2 und Another Life sowie Max Steel engagiert. 2021 wirkte sie am Set des Actionfilms Pursuit mit, dessen Finalisierung 2022 geplant ist.

## Filmografie (Auswahl)
- 2015: Mr. Right
- 2015: Satisfaction (Fernsehserie, 5 Folgen)
- 2016–2018: The Walking Dead (Fernsehserie, 11 Folgen)
- 2016: Max Steel
- 2017: Guardians of the Galaxy Vol. 2
- 2019: Godzilla II: King of the Monsters
- 2019–2021: Another Life (Fernsehserie, 19 Folgen)
- 2022: Pursuit
- 2022: Sam & Kate
- 2022: Peacemaker (Fernsehserie, 6 Folgen)